# Ulf Ivar Nilsson

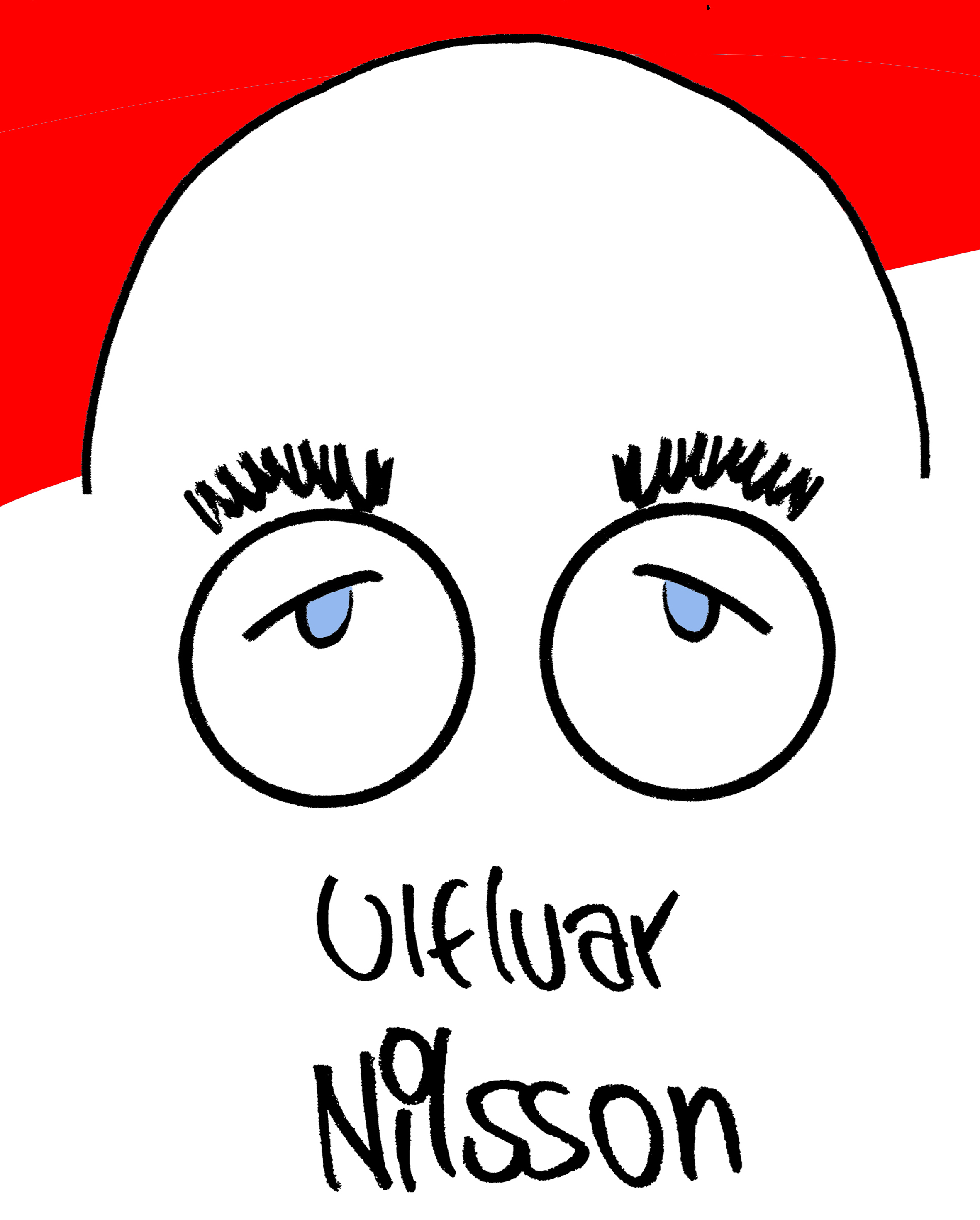
Självporträtt

Ulf Ivar Nilsson, född 16 oktober 1946 i Bollnäs, är en svensk satirtecknare, journalist och författare.
Nilsson debuterade i Arbetarbladet 1966 där han fortfarande varje vecka publicerar kommenterande teckningar. Hans bilder syns även i andra tidningar och tidskrifter och på sociala medier. Han har också gett ut flera böcker med teckningar. Nilsson var anställd som journalist på Arbetarbladet i Gävle från 1975 till 1989 då han började på tidningen Z i Stockholm. Sedan 1992 driver han medieföretaget Ulf Ivar Nilsson AB och från 2012 även Bokförlaget Skrivrit.
Förutom böcker med satirteckningar  har han skrivit flera humoristiska faktaböcker och över 700 artiklar i Arbetarbladet om "märkliga människor och häpnadsväckande händelser" ur Gävles och Gästriklands historia. De flesta av dessa har publicerats i böcker.
2009 tilldelades Ulf Ivar Nilsson Landstinget Gävleborgs kulturpris, 2019 fick han ta emot Gävle kommuns kulturpris och 2022 Bollnäs kommuns kulturpris.